# Аугусту-Северу
Аугусту-Северу (порт. Augusto Severo)  —  муниципалитет в Бразилии, входит в штат Риу-Гранди-ду-Норти. Составная часть мезорегиона Запад штата Риу-Гранди-ду-Норти. Входит в экономико-статистический  микрорегион Медиу-Уэсти. Население составляет 9108 человек на 2006 год. Занимает площадь 896,962 км². Плотность населения — 10,2 чел./км².

## Статистика
- Валовой внутренний продукт на 2003 год составляет 18 847 925,00 реалов (данные: Бразильский институт географии и статистики).
- Валовой внутренний продукт на душу населения на 2003 год составляет 2078,28 реалов (данные: Бразильский институт географии и статистики).
- Индекс развития человеческого потенциала на 2000 год составляет 0,611 (данные: Программа развития ООН).